# Brandon Routh

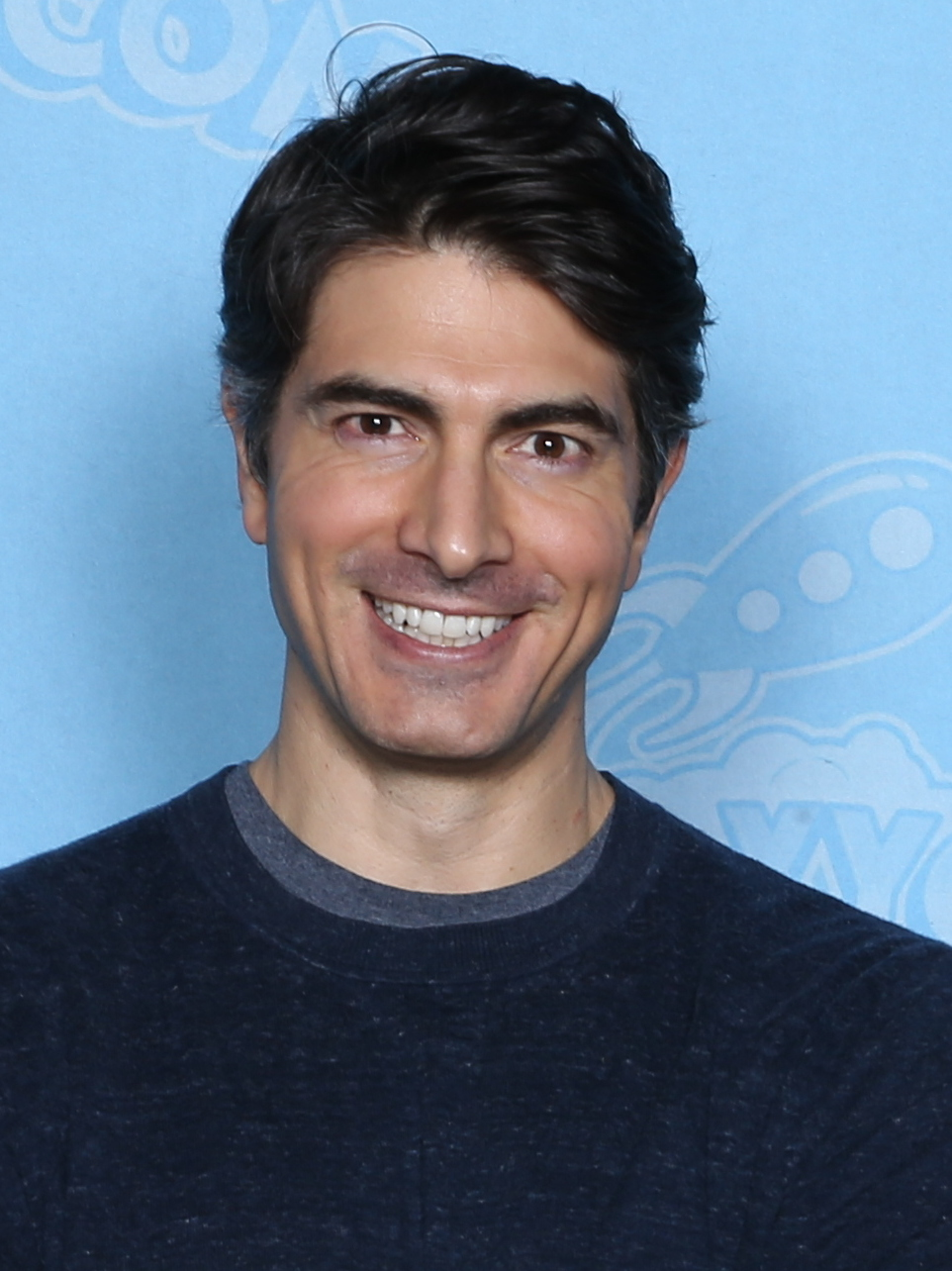
Brandon Routh (2022)

Brandon James Routh [ˈɹaʊˑθ] (* 9. Oktober 1979 in Des Moines, Iowa) ist ein US-amerikanischer Schauspieler. Bekannt wurde er als Titelheld Superman in der Comicverfilmung Superman Returns.

## Leben
Brandon Routh wurde 1979 in Des Moines, Iowa, als Sohn des Zimmermanns Ron Routh und seiner Ehefrau Katie, einer Lehrerin, geboren. Er wuchs mit zwei Schwestern und einem Bruder auf und zog später mit seiner Familie nach Norwalk. An der Highschool tat er sich als Schwimmer, Fußball- und Lacrossespieler hervor und war in mehreren Theaterproduktionen am örtlichen Norwalk Theater of Performing Arts zu sehen. Nach seinem Schulabschluss studierte er ein Jahr an der University of Iowa Literatur, ehe er sich dazu entschloss, eine Karriere als Schauspieler zu verfolgen. Frühere Berufswünsche waren unter anderem Grafikdesigner und Schriftsteller.

## Karriere

### Erste Rollen
Rouths erste Fernsehrolle war 1999 ein Auftritt in der Episode You’ve Got Female der kurzlebigen ABC-Fernsehserie Odd Man Out. Im selben Jahr war er zudem in dem Musikvideo für Christina Aguileras Single What A Girl Wants zu sehen. Im Jahr 2000 stellte Routh in der MTV-Fernsehserie Undressed – Wer mit wem? in vier Folgen der dritten Staffel Wade dar.
Nachdem er 2001 einen Gastauftritt in der Episode Concertus Interruptus der Fernsehserie Gilmore Girls absolviert hatte, erhielt Brandon Routh im selben Jahr eine wiederkehrende Rolle in der Fernsehserie Liebe, Lüge, Leidenschaft, in der er vom 23. Mai 2001 bis 17. April 2002 als Seth Anderson zu sehen war. 2003 folgte ein Gastauftritt in der Episode Zeit des Hasses der Krimiserie Cold Case – Kein Opfer ist je vergessen. 2004 war Routh in der Episode Der Frustknabe der erfolgreichen NBC-Sitcom Will & Grace zu sehen und absolvierte außerdem einen Auftritt in der Episode Dibs der zweiten Staffel der FOX-Sitcom Oliver Beene.

### Superman-Darstellung
Im November 2004 wurde offiziell bekannt gegeben, dass Brandon Routh im geplanten Kinofilm Superman Returns die Nachfolge von Christopher Reeve als Superman antreten würde. Reeve hatte zwischen 1978 und 1987 in vier Kinofilmen den ersten Superhelden der Comicgeschichte dargestellt. Seitdem die Filmreihe jedoch aufgrund des schlechten Einspielergebnisses des letzten Teils Superman IV – Die Welt am Abgrund ruhte, hatte das Filmstudio Warner Bros. mehr als zehn Jahre lang mit Regisseuren wie Tim Burton, Wolfgang Petersen, McG und Brett Ratner versucht, eine Fortsetzung zu inszenieren. Für die Titelrolle waren über die Jahre neben Nicolas Cage auch David Boreanaz, James Caviezel, Brendan Fraser, Josh Hartnett, Ashton Kutcher, Jude Law, Jerry O’Connell, Jared Padalecki, Ian Somerhalder, Paul Walker und Tom Welling, Superman-Darsteller der Fernsehserie Smallville, für die Rolle im Gespräch gewesen.

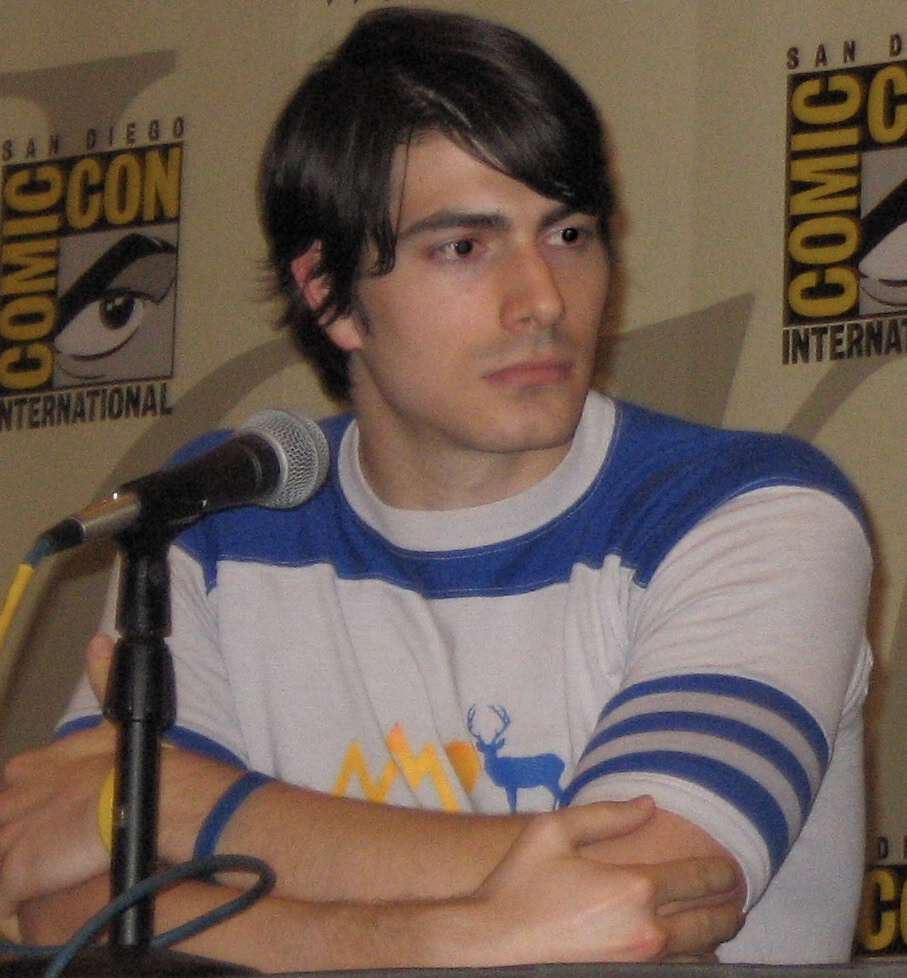
Routh auf der San Diego Comic-Con (2006)

Brandon Routh hatte ursprünglich bereits bei McG für die Rolle von Superman vorgesprochen, doch der Regisseur verließ das Projekt. Bryan Singer, der schließlich bei dem neuen Superman-Film die Regie übernahm, kam auf Routh zurück, da er den weitgehend unbekannten Schauspieler aufgrund seiner Abstammung aus dem Mittleren Westen für die Rolle favorisierte. Rouths Verpflichtung wurde von den Superman-Zeichnern John Byrne und Alex Ross sowie der weltweiten Comic-Fangemeinde kritisch kommentiert, da ihn diese für zu jung und nicht muskulös genug befanden. Nachdem Kate Bosworth für die Rolle der Lois Lane und Kevin Spacey für die des Superman-Gegenspielers Lex Luthor verpflichtet worden waren, begannen die Dreharbeiten zu Superman Returns schließlich am 16. März 2005 in Australien. Der Film spielte in den Kinos weltweit 391 Millionen US-Dollar ein, erhielt jedoch durchwachsene Kritiken: Während US-Kritiker das Werk insgesamt wie auch die Darstellung Brandon Rouths überwiegend lobten, kritisierte man den Actionfilm im deutschsprachigen Raum als „überflüssigste[n] Film aller Zeiten“ und den Titelhelden als eindimensional und langweilig. Routh verkörperte diesen in keinem weiteren Film, Henry Cavill trat im 2013 erschienenen Man of Steel seine Nachfolge als Superman an.

### Weitere Rollen
Ebenfalls 2006 stand Routh in einer Nebenrolle in Joel Benders Thriller Karla vor der Kamera, der sich der Geschichte um die kanadischen Mörder Karla Homolka und Paul Bernardo annahm. In der Fernsehserie Chuck spielte er zwischen 2010 und 2011 in zwölf Folgen die Rolle des Daniel Shaw.
2012 war er festes Mitglied der Besetzung der kurzlebigen CBS-Sitcom Partners, ehe diese nach sechs ausgestrahlten Episoden wegen mäßiger Einschaltquoten vorzeitig eingestellt wurde.
Von 2014 bis 2015 verkörperte Routh die Rolle des Industriellen Raymond „Ray“ Palmer in der Fernsehserie Arrow, die sich dort langsam zum Alter Ego Atom entwickelt. Von 2016 bis zu seinem Ausstieg 2020 war Routh einer der Protagonisten im dazugehörigen Spin-off DC’s Legends of Tomorrow.

## Privatleben
Brandon Routh, dessen Vorfahren aus Deutschland, England und Frankreich stammen, ist seit 2007 mit seiner langjährigen Freundin und Schauspielkollegin Courtney Ford verheiratet. Das Paar trat 2006 auch gemeinsam in Joel Kellys 15-minütigen Kurzfilm Denial auf, den Ford mitproduzierte. In Legends of Tomorrow spielten sie zudem bis zu ihrem gemeinsamen Ausstieg 2020 ein verheiratetes Ehepaar. Ein im August 2012 geborener Sohn ist das erste Kind des Paares, das in Los Angeles lebt.

## Filmografie (Auswahl)

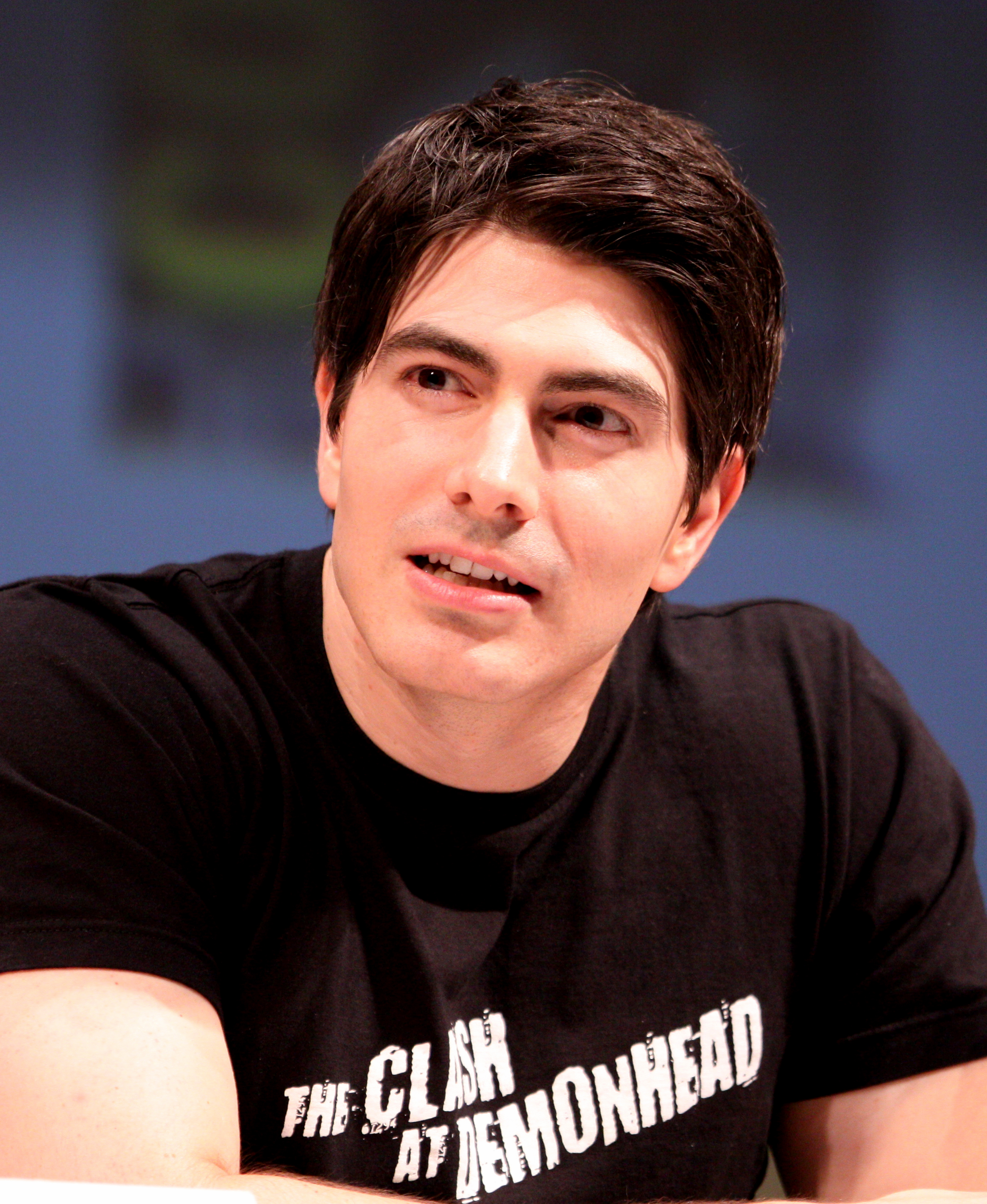
Brandon Routh (2010)

### Filme
- 2006: Karla
- 2006: Denial (Kurzfilm)
- 2006: Superman Returns
- 2008: Lie to Me
- 2008: Zack and Miri Make a Porno
- 2009: Kambakkht Ishq
- 2009: Table for Three
- 2010: Unthinkable – Der Preis der Wahrheit (Unthinkable)
- 2010: Scott Pilgrim gegen den Rest der Welt (Scott Pilgrim vs. the World)
- 2010: Dylan Dog (Dylan Dog: Dead of Night)
- 2010: Miss Nobody
- 2012: Crooked Arrows
- 2014: Eine samtige Bescherung (The Nine Lives of Christmas, Fernsehfilm)
- 2015: 400 Days
- 2016: Lost in the Pacific
- 2020: Anastasia: Once Upon a Time
- 2024: Ick

### Fernsehserien
- 1999: Odd Man Out (Folge 1x05)
- 2000: Undressed – Wer mit wem? (Undressed, vier Folgen)
- 2001: Gilmore Girls (Folge 1x13)
- 2001: Liebe, Lüge, Leidenschaft (One Life to Live)
- 2003: Cold Case – Kein Opfer ist je vergessen (Cold Case, Folge 1x07)
- 2004: Will & Grace (Folge 6x12)
- 2004: Oliver Beene (Folge 2x01)
- 2010–2011: Chuck (zwölf Folgen)
- 2012–2013: Partners (13 Folgen)
- 2013–2014: Chosen (Webserie, sechs Folgen)
- 2014: The Millers (Folge 1x14)
- 2014: The Exes (Folge 3x15)
- 2014: Enlisted (Folge 1x04)
- 2014–2020: Arrow (21 Folgen)
- 2015–2016, 2019, 2021–2022: The Flash (fünf Folgen)
- 2016–2021: Legends of Tomorrow (75 Folgen)
- 2019: Supergirl (Folge 5x09)
- 2019: Batwoman (Folge 1x09)
- 2019: Black-ish (Folge 5x22)
- 2021: The Rookie (fünf Folgen)
- 2023: Scott Pilgrim hebt ab (Scott Pilgrim Takes Off, Stimme)

## Auszeichnungen
Saturn Award
- 2006: Rising Star Award für Superman Returns
- 2007: Bester Schauspieler für Superman Returns

ShoWest Convention
- 2006: Male Star of Tomorrow für Superman Returns

Teen Choice Award
- 2006: nominiert in den Kategorien Choice Rumble, Choice Breakout (Male) und Choice Chemistry für Superman Returns